# Роджерс, Амари
Амари Джей Роджерс (англ. Amari Jai Rodgers, 23 сентября 1999, Ноксвилл, Теннесси) — профессиональный американский футболист, принимающий и специалист по возвратам клуба НФЛ «Грин-Бэй Пэкерс». На студенческом уровне выступал за команду Клемсонского университета. Победитель студенческого национального чемпионата 2018 года. На драфте НФЛ 2021 года был выбран в третьем раунде.

## Биография
Амари Роджерс родился 23 сентября 1999 года в Ноксвилле. Его отец Ти Мартин играл квотербеком за команду университета Теннесси, выступал в НФЛ, а затем работал тренером. Роджерс учился в католической старшей школе Ноксвилла, играл за её футбольную команду. За карьеру он набрал 3 498 ярдов и сделал 47 тачдаунов. На момент окончания школы он входил в число ста лучших молодых игроков страны по версии ESPN, среди представителей Теннесси Роджерс был четвёртым.

### Любительская карьера
После окончания школы Роджерс поступил в Клемсонский университет. В футбольном турнире NCAA он дебютировал в 2017 году, сыграв в четырнадцати матчах и набрав 123 ярда. В сезоне 2018 года он стал игроком основного состава, приняв участие во всех пятнадцати матчах команды. На приёме Роджерс набрал 575 ярдов с четырьмя тачдаунами, ещё один тачдаун он занёс на возврате панта. Вместе с командой он стал победителем национального чемпионата. В полуфинале плей-офф против «Нотр-Дама» он набрал 26 ярдов, в финальной игре с «Алабамой» 30 ярдов.
В 2019 году Роджерс сыграл за «Клемсон» в четырнадцати матчах, выходя на позиции принимающего и на возвратах. За сезон он набрал 426 ярдов на приёме и 50 ярдов на выносе. Второй год подряд он сыграл в финале плей-офф, где его команда проиграла «Луизиане Стейт». Перед началом сезона 2020 года Роджерс был выбран одним из капитанов команды. Он сыграл двенадцать матчей, установив личные рекорды по количеству приёмов, набранных ярдов и тачдаунов. По итогам турнира Associated Press и Pro Football Focus включили его в состав сборной звёзд конференции ACC, он стал полуфиналистом награды имени Фреда Билетникоффа лучшему ресиверу студенческого футбола.

#### Статистика выступлений в NCAA
| Сезон | Команда         | Игры | Приём | Приём | Приём | Приём | Вынос | Вынос | Вынос | Вынос |
| Сезон | Команда         | Игры | Rec   | Yds   | Y/A   | TD    | Att   | Yds   | Y/A   | TD    |
| ----- | --------------- | ---- | ----- | ----- | ----- | ----- | ----- | ----- | ----- | ----- |
| 2017  | Клемсон Тайгерс | 14   | 19    | 123   | 6,5   | 0     | 3     | -9    | -3,0  | 0     |
| 2018  | Клемсон Тайгерс | 15   | 55    | 575   | 10,5  | 4     | 1     | 5     | 5,0   | 0     |
| 2019  | Клемсон Тайгерс | 14   | 30    | 426   | 14,2  | 4     | 2     | 50    | 25,0  | 1     |
| 2020  | Клемсон Тайгерс | 12   | 77    | 1 020 | 13,2  | 7     | 0     | 0     | 0,0   | 0     |
| Всего | Всего           | 55   | 181   | 2 144 | 11,8  | 15    | 6     | 46    | 7,7   | 1     |

### Профессиональная карьера
Перед драфтом НФЛ 2021 года издание Bleacher Report называло сильными сторонами Роджерса его умение контролировать тело, работу на маршрутах, технику приёма мяча, умение набирать ярды после ловли, а также опыт игры на возвратах пантов. К недостаткам относили низкую подвижность и скованность движений. Аналитики отмечали, что из-за своих антропометрических данных на профессиональном уровне он с высокой долей вероятности сможет играть только на месте слот-ресивера. Общая оценка игроку составила 7,7 баллов из 10 возможных, ему прогнозировали выбор во втором или третьем раунде.
На драфте Роджерс был выбран «Грин-Бэй Пэкерс» в третьем раунде. В июле он подписал с клубом четырёхлетний контракт на общую сумму 4,9 млн долларов.

#### Статистика выступлений в НФЛ

##### Регулярный чемпионат
| Сезон | Команда         | Игры | Приём | Приём | Приём | Приём | Вынос | Вынос | Вынос | Вынос |
| Сезон | Команда         | Игры | Rec   | Yds   | Y/A   | TD    | Att   | Yds   | Y/A   | TD    |
| ----- | --------------- | ---- | ----- | ----- | ----- | ----- | ----- | ----- | ----- | ----- |
| 2021  | Грин-Бэй Пэкерс | 3    | 1     | 19    | 19,0  | 0     | 0     | 0     | 0,0   | 0     |
| Всего | Всего           | 3    | 1     | 19    | 19,0  | 0     | 0     | 0     | 0,0   | 0     |

* На 1 октября 2021 года